# Слензаки (Петриковский район)
Слензаки (бел. Слянзакі) — деревня в Петриковском сельсовете Петриковского района Гомельской области Беларуси.

## География

### Расположение
В 9 км на запад от Петрикова, 20 км от железнодорожной станции Муляровка (на линии Лунинец — Калинковичи), 199 км от Гомеля.

## Транспортная сеть
Транспортные связи по просёлочной, затем автомобильной дороге Житковичи — Петриков. Жилые дома деревянные, усадебного типа.

## История
По письменным источникам известна с XIX века как селение в Мозырском уезде Минской губернии. Название (силезане, слензаки, силезцы) получила от наименования польско-чешских переселенцев из Силезии, которых приглашал местный помещик Кеневич для работы в своем имении Дорошевичи-Лобча.
В 1908 году застенок. Наиболее активная застройка приходится на 1920-е годы. В 1932 году организован колхоз. В составе совхоза «Петриковский» (центр — город Петриков).

## Население

### Численность
- 2004 год — 12 хозяйств, 12 жителей.

2013 год-0 хозяйств, 4 жителя

### Динамика
- 1908 год — 14 дворов, 88 жителей.
- 2004 год — 12 хозяйств, 12 жителей.